# 나루고등학교
나루고등학교(나루高等學校)는 대한민국 경기도 화성시 반송동에 있는 공립 고등학교이다.

## 학교 연혁
- 2009년 1월 2일 : 나루고등학교 설립인가(3년제 24학급)
- 2009년 3월 1일 : 초대 정종욱 교장 취임
- 2009년 3월 3일 : 개교 및 신입생 296명 입학
- 2010년 2월 2일 : 2009 개정교육과정 정책 연구학교 지정(교육과학기술부)
- 2010년 10월 21일 : 도서관 개관 및 교훈탑 설치
- 2012년 2월 9일 : 제1회 졸업식(236명)
- 2013년 3월 1일 : 교육과학기술부 요청 연구학교(창의인성모델학교) 운영
- 2019년 3월 4일 : 제11회 신입생 입학(256명 8학급 남 111명, 여 145명)
- 2019년 3월 1일 : 고교학점제 연구학교 운영( ~2022.02.08.)
- 2020년 1월 2일 : 제9회 졸업(283명 남 141명, 여 142명)
- 2020년 3월 1일 : 제4대 위창대 교장 취임

## 참고 자료
- 나루고등학교 - 한국교육학술정보원 학교알리미